# Lauma Grīva
Lauma Grīva (Ventspils, 27 ottobre 1984) è una lunghista lettone.
Figlia del preparatore atletico Māris Grīva e sorella delle atlete Māra e Gundega. Ha debuttato internazionalmente alle Universiadi di Belgrado 2009.

## Palmarès
| Anno | Manifestazione  | Sede       | Evento         | Risultato | Prestazione | Note |
| ---- | --------------- | ---------- | -------------- | --------- | ----------- | ---- |
| 2009 | Universiadi     | Belgrado   | Salto in lungo | 15ª (q)   | 6,04 m      |      |
| 2010 | Europei         | Barcellona | Salto in lungo | 15ª (q)   | 6,60 m      |      |
| 2011 | Europei indoor  | Parigi     | Salto in lungo | 11ª (q)   | 6,53 m      |      |
| 2011 | Universiadi     | Shenzhen   | Salto in lungo | 10ª (q)   | 6,22 m      |      |
| 2011 | Mondiali        | Taegu      | Salto in lungo | 23ª (q)   | 6,27 m      |      |
| 2012 | Mondiali indoor | Istanbul   | Salto in lungo | nm        | nm          |      |
| 2012 | Europei         | Helsinki   | Salto in lungo | 12ª (q)   | 6,37 m      |      |
| 2012 | Giochi olimpici | Londra     | Salto in lungo | 28ª (q)   | 6,10 m      |      |
| 2013 | Europei indoor  | Göteborg   | Salto in lungo | 12ª (q)   | 6,34 m      |      |
| 2013 | Mondiali        | Mosca      | Salto in lungo | 16ª (q)   | 6,50 m      |      |
| 2014 | Mondiali indoor | Sopot      | Salto in lungo | 12ª (q)   | 6,29 m      |      |
| 2014 | Europei         | Zurigo     | Salto in lungo | 23ª (q)   | 6,14 m      |      |
| 2017 | Mondiali        | Londra     | Salto in lungo | 9ª        | 6,54 m      |      |
| 2018 | Mondiali indoor | Birmingham | Salto in lungo | 11ª       | 6,34 m      |      |
| 2018 | Europei         | Berlino    | Salto in lungo | 18ª (q)   | 6,47 m      |      |
| 2019 | Europei indoor  | Glasgow    | Salto in lungo | 15ª (q)   | 6,34 m      |      |
| 2019 | Giochi europei  | Minsk      | Salto in lungo | 16ª       | 6,12 m      |      |